# Kosmotheismus
Der Kosmotheismus ist ein Begriff der Religionsphilosophie. Im Kosmotheismus spielt, im Gegensatz zum Theismus, die Welt selbst eine zentrale Rolle als ordnende und schöpfende Kraft. Sie ist nicht der willentliche Akt eines Schöpfergottes, sondern ist von alleine entstanden, bzw. es hat sie schon immer gegeben. Die Trennung von Natürlichem und Übernatürlichem besteht nicht (Monismus).
Der Kosmotheismus kann sowohl als atheistisch, polytheistisch oder monotheistisch aufgefasst werden. Das verbindende Element ist die Auffassung, dass es eine Kraft gibt, der die Götter bzw. der Gott unterworfen sind, wie Karma oder Dharma im Hinduismus und Buddhismus oder Dao im Daoismus.
Bezogen auf China gebrauchte Jan Jakob Maria de Groot 1918 den Ausdruck „Universismus“, um damit die für das altchinesische Denken maßgebliche Überzeugung von der Ordnung des Kosmos und der Entsprechung des menschlichen Mikrokosmos zum Makrokosmos des Universums zu bezeichnen. Helmuth von Glasenapp nahm diesen Ausdruck auf und unterschied mit Hilfe des Begriffes Universismus die Religionen, in denen ein „ewiges Weltgesetz“ angenommen wird, wie in der Kosmologie des Daoismus und Konfuzianismus, von solchen Religionen, in denen ein Schöpfergott mit seinem Willen die Welt erschafft, wie dies im Judentum, Christentum und Islam der Fall ist.